# 에일린 리진
에일린 뮤리얼 리진(Aileen Muriel Riggin, 1906년 5월 2일 ~ 2002년 10월 19일)은 미국의 수영 선수이자, 다이빙 선수였다.
로드아일랜드주 뉴포트에서 태어나 6세 때 마닐라 만에서 수영을 배우고, 1919년 처음으로 다이빙을 시작하였다.
14세의 나이로 1920년 안트베르펜 올림픽에 나가 스프링보드 종목에서 금메달을 획득하여 미국의 최연소 금메달리스트가 되었다. 또한 4 피트 8 인치(1.42m), 65 파운드(29kg)로 미국의 최단신 올림픽 챔피언이고 하다.
4년 후, 파리 올림픽에서 다이빙과 수영 종목에서 둘다 메달을 딴 단 하나의 여성 선수가 된 리진은 스프링보드 은메달과 100m 배영 동메달을 땄다.
그녀는 2개의 수영 릴레이 타이틀은 물론, 3개의 아마추어 선수 연합의 실외와 실내 스프링보드 타이틀을 우승하였다. 1926년 스포츠에서 은퇴하고, 전 세계를 통하여 수상 활동에 관련된 전시회를 결성하는 데 도움을 주었다.
1957년 하와이로 이주하였고, 1967년에는 수영 명예의 전당에 헌액되었다. 그녀는 또한 하와이 시니어 경기 협회를 창립하는 데 도움을 주기도 하였다. 그녀의 모금 활동과 흥행적 기증의 결과로 1988년 국제 수영 명예의 전당에서 더욱 나가서의 나이트 작위를 받았다.
96세의 나이로 호놀룰루에서 사망하였다.

## 같이 보기
- 다른 종목에서 올림픽 메달을 딴 선수 목록
- 올림픽 수영 여자 메달리스트 목록